# Xystrota delila
Xystrota delila là một loài bướm đêm trong họ Geometridae.